# Abnormalize
『abnormalize』（アブノーマライズ）は、凛として時雨のメジャー2nd（通算3枚目）シングル。2012年11月14日、Sony Music Associated Recordsより発売。

## 概要
- 前作『moment A rhythm』より3年11ヶ月ぶりのシングル。
- 通常盤・期間限定盤（デジパック仕様）の2形態で発売。期間限定盤は2012年いっぱいまでの発売だったが、2014年7月10日、「PSYCHO-PASS サイコパス 新編集版」の放送に伴い再発売された。[2]

## プロモーション
- 2012年9月7日、Ustream・YouTubeの生放送にて「できたての新曲」として公開され、シングルとして公開する事も合わせて発表された。その生放送後、日本のTwitterのトレンドに「#sigure」「abnormalize」「凛として時雨」の3つのワードがトップ3を占めるなど話題となった。[3][4][5]
- 2012年10月12日0時から24時間限定で、約43秒にそれぞれ5分割された楽曲が着うたとして配信され、5つ全てダウンロードすると通常盤ジャケットの待ち受け画像がプレゼントされた。翌13日からは、「サビver」「イントロver」「ラストサビ～abnormalギターソロver」の3つが通常配信された。[6]

## 楽曲について
abnormalize
ノイタミナ枠アニメ『PSYCHO-PASS サイコパス』主題歌。バンドとしては初めてのタイアップとなった。仮題は「プラスチック」。
PVはフカツマサカズが監督を務めたほか、「SPACE SHOWER MUSIC VIDEO AWARDS」にノミネートされた。
2012年12月21日、この曲を引っ提げ「MUSIC STATION SUPER LIVE 2012」にて地上波初登場を果たす。放送後、iTunesのソングランキングで102位から23位へと急浮上を果たすなど反響を集めた。
make up syndrome
表題曲『abnormalize』の仮題だった「プラスチック」がこの曲の歌詞にも使われており、TKは「気分がプラスチックづいてたんでしょうね」と語っている。

## 収録曲
| 全作詞・作曲・編曲: TK。 |                      |      |            |      |
| #                        | タイトル             | 作詞 | 作曲・編曲 | 時間 |
| 1.                       | 「abnormalize」      | TK   | TK         | 3:37 |
| 2.                       | 「make up syndrome」 | TK   | TK         | 4:03 |
| 合計時間:                | 合計時間:            | 7:40 |            |      |

| #         | タイトル                 | 作詞 | 作曲・編曲 | 時間 |
| --------- | ------------------------ | ---- | ---------- | ---- |
| 1.        | 「abnormalize」          |      |            | 3:37 |
| 2.        | 「make up syndrome」     |      |            | 4:03 |
| 3.        | 「abnormalize」(TV edit) |      |            | 1:29 |
| 合計時間: | 合計時間:                | 9:09 |            |      |

| #         | タイトル                                            | 作詞 | 作曲・編曲 | 時間 |
| --------- | --------------------------------------------------- | ---- | ---------- | ---- |
| 1.        | 「abnormalize」(MUSIC VIDEO)                        |      |            | 3:47 |
| 2.        | 「PSYCHO-PASS サイコパス non-credit opening movie」 |      |            | 1:32 |
| 合計時間: | 合計時間:                                           | 5:19 |            |      |

## カバー
- Afterglow［美竹蘭（佐倉綾音）］ - TKとのタイアップとして、2022年9月12日にゲーム『バンドリ! ガールズバンドパーティ!』に追加収録[10]。同年12月14日発売の『バンドリ！ ガールズバンドパーティ！ カバーコレクション Vol.7』でCD初収録。